# Pietro Ghislandi
Pietro Ghislandi (Comun Nuovo, 19 aprile 1957 – Bergamo, 4 giugno 2025) è stato un attore italiano.

## Biografia
Dopo aver esordito nel cabaret, Pietro Ghislandi si rivelò al pubblico come ventriloquo e arrivò alla finale dell'edizione 1986/87 della trasmissione di Rai Uno Fantastico 7 con il suo pupazzo Sergio. 
Nel 1985 lavorò come controfigura di Renato Pozzetto nel film È arrivato mio fratello. Subito dopo interpretò un piccolo ruolo in Grandi magazzini e recitò inoltre in numerosi spot pubblicitari. Nel 1987 impersonò, nel film Soldati - 365 all'alba, il soldato Del Grillo, recluta omosessuale, ruolo che gli permise di ottenere un notevole successo personale di critica e di pubblico.
Dopo aver frequentato la scuola di teatro "Alle Grazie" di Bergamo fu allievo dell'attore Rjszard Cieslak, figura centrale del Teatro-laboratorio di Jerzy Grotowsky.
Grazie alle sue capacità espressive e alla sua recitazione surreale, Ghislandi fu spesso chiamato a ricoprire ruoli da caratterista, lavorando con una buona continuità sia al cinema che in televisione. Partecipò a film come Il muro di gomma di Marco Risi, I mitici - Colpo gobbo a Milano di Carlo Vanzina, Vajont e Porzûs di Renzo Martinelli. Nel 2008 fu protagonista del cortometraggio Ombre del regista svizzero Alberto Meroni. Prese parte a diversi film diretti da Leonardo Pieraccioni: Il principe e il pirata, Il paradiso all'improvviso, Ti amo in tutte le lingue del mondo e Il professor Cenerentolo, nel quale interpretò il galeotto Pangrattato.
Studiò pianoforte con il maestro Legramanti al Conservatorio "Donizetti" di Bergamo e insegnò musica alle scuole medie. Come cantante incise un cd dal titolo Pòta Dance, disco di canzoni comiche su ritmi della discodance italiana, e Tangentdance, un disco satirico.
Le sue esperienze vocali, iniziate con il cartoonist Bruno Bozzetto, continuarono con il doppiaggio di vari personaggi dei film Disney in italiano.
Ghislandi ottenne una buona popolarità come attore di spot pubblicitari nazionali (L'uomo in ammollo del BioPresto, Acqua Uliveto con Alessandro Del Piero, Caffè Kimbo con Gigi Proietti). Apparve in  varie fiction di Rai 1: Walter Chiari - Fino all'ultima risata di Enzo Monteleone, Anita Garibaldi di Claudio Bonivento e Il sogno del maratoneta di Leone Pompucci.
Nel 2016 portò in scena "The Typewriter", durante il concerto-spettacolo "VariEtà" con il corpo musicale Città di Treviglio, rendendo omaggio al grande comico americano Jerry Lewis.
Dal 2017 fu ospite fisso, come comico, nelle 3 edizioni della trasmissione "Turné Soirée" in onda il sabato in prima serata su La1, la rete ammiraglia della RSI, la televisione nazionale svizzera.
Portò in teatro l'opera comica Rita con l'Orchestra del Conservatorio "Donizetti" diretta da Roberto Frattini. Nel 2019 interpretò tutti i personaggi dell'opera di Stravinskij Histoire du soldat, in tournée con l'Orchestra dei "Musici del Teatro" diretta da Paolo Belloli. Fu protagonista nel ruolo del Prete del concerto-spettacolo "Maledetto Gaetano" in tournée con il Coro e l'Orchestra del Conservatorio Donizetti diretti da Roberto Frattini, con la regia di Luis Ernesto Dogñas.
Negli ultimi tempi impersonò lo Zio Fester della Famiglia Addams nello spot pubblicitario Unieuro, vincitore dell'edizione 2020 del "Key Award", Festival Internazionale del film pubblicitario.
Ghislandi è morto a Bergamo il 4 giugno 2025, all'età di 68 anni, dopo una lunga malattia.

## Filmografia

### Cinema
- Sandwich, regia di Bruno Bozzetto (1984)
- È arrivato mio fratello, regia di Castellano e Pipolo (1985) - controfigura
- Spider, regia di Bruno Bozzetto (1985)
- Grandi magazzini, regia di Castellano e Pipolo (1986)
- Soldati - 365 all'alba, regia di Marco Risi (1987)
- Piccole stelle, regia di Nicola Di Francescantonio (1988)
- Una fredda mattina di maggio, regia di Vittorio Sindoni (1990)
- I segreti professionali del Dott. Apfeldluck, regia di Alessandro Capone (1990)
- Il muro di gomma, regia di Marco Risi (1991)
- Cattiva, regia di Carlo Lizzani (1991)
- Mutande pazze, regia di Roberto D'Agostino (1992)
- Anni 90, regia di Enrico Oldoini (1992)
- I mitici - Colpo gobbo a Milano, regia di Carlo Vanzina (1994)
- Belle al bar, regia di Alessandro Benvenuti (1994)
- Palla di neve, regia di Maurizio Nichetti (1995)
- Un paradiso di bugie, regia di Stefania Casini (1996)
- Luna e l'altra, regia di Maurizio Nichetti (1996)
- Porzûs, regia di Renzo Martinelli (1997)
- Frigidaire - Il film, regia di Giorgio Fabris (1998)
- Figli di Annibale, regia di Davide Ferrario (1998)
- Boom, regia di Andrea Zaccariello (1999)
- Svitati, regia di Ezio Greggio (1999)
- Doctor Ghiss, regia di Bruno Bozzetto (1999)
- Vajont, regia di Renzo Martinelli (2001)
- Il principe e il pirata, regia di Leonardo Pieraccioni (2001)
- Piazza delle Cinque Lune, regia di Renzo Martinelli (2003)
- Il paradiso all'improvviso, regia di Leonardo Pieraccioni (2003)
- In questo mondo di ladri, regia di Carlo Vanzina (2004)
- Ti amo in tutte le lingue del mondo, regia di Leonardo Pieraccioni (2005)
- I quattro aspiranti, regia di Daniele Lunghini (2005)
- Il terzo portiere, episodio di 4-4-2 - Il gioco più bello del mondo, regia di Roan Johnson (2006)
- Ombre, cortometraggio, regia di Alberto Meroni (2008)
- Sound and silence, regia di Peter Guyer e Norbert Wiedmer (2009)
- Un'estate ai Caraibi, regia di Carlo Vanzina (2009)
- Comete come te, regia di Beppe Manzi (2010)
- La gente che sta bene, regia di Francesco Patierno (2013)
- La Palmira 2, regia di Alberto Meroni (2014)
- Leone nel basilico, regia di Leone Pompucci (2014)
- Cuore di pezza, cortometraggio, regia di Massimo Alborghetti (2015)
- Il professor Cenerentolo, regia di Leonardo Pieraccioni (2015)
- Non sono più cappuccetto rosso, cortometraggio, regia di Giona Pellegrini (2019)

### Televisione
- Cartoni magici, regia di Sergio Tau (1984) - RaiUno
- Fantastico 7, regia di Gino Landi (1986) - RaiUno
- Chi tiriamo in ballo?, regia di Roberto Poppi (1987) - RaiDue
- La trappola, regia di Carlo Lizzani (1988) - Canale5
- Colletti bianchi, regia di Bruno Cortini - serie TV (1988) - Canale5
- Conto su di te!, regia di Carlo Nistri (1989) - Rai Due
- Palmitalia 90, regia di Mauro Regazzoni (1990) - RTSI
- La Palmita, regia di Sandro Pedrazzetti (1991) - RTSI
- La Tombola, regia di Mauro Regazzoni (1991) - RTSI
- Piacere Raiuno, regia di Mimma Nocelli (1991) - Rai Uno
- Quattro salti nel '92, regia di Egidio Romio (1992) - Rete 4
- Ci sarà un giorno - Il giovane Pertini, regia di Franco Rossi (1993) - Rai Uno
- Cercando cercando, regia di Rosario Montesanti (1995) - Rai Due
- Una volta al mese, regia di Gino Landi (1997) - Canale 5
- Amici miei, regia di Maristella Polli (1998) - RTSI
- Io e la mamma, regia di Fosco Gasperi - serie TV (1998) - Canale 5
- Affare fatto, regia di Luisa Alluigi (1998) - Canale 5
- Casa Vianello, regia di Fosco Gasperi - serie TV (1998) - Canale 5
- Squadra mobile scomparsi, regia di Claudio Bonivento (1998) - Canale 5
- Nebbia in val Padana, regia di Felice Farina (1999) - Rai Uno
- Striscia la notizia, regia di Roberta Bellini (2000) - Canale 5
- Estatissima Sprint, regia di Roberta Bellini (2000) - Canale 5
- Speriamo che sia maschio, regia di Giorgio Bardelli (2001) - Canale 5
- Don Luca, regia di Marco Maccaferri (2002) - Canale 5
- Rocco, regia di Nicolò Bongiorno - film TV (2003) - Canale 5
- La stagione dei delitti, regia di Claudio Bonivento (2003) - Rai Due
- La fuga degli innocenti, regia di Leone Pompucci (2004) - Rai Uno
- L'avvocato, regia di Alessandro Maccagni - serie TV (2004) - RTSI
- Il Grande Torino, regia di Claudio Bonivento (2004) - Rai Uno
- Gino Bartali, l'uomo d'acciaio, regia di Alberto Negrin (2005) - Rai Uno
- Un ciclone in famiglia, regia di Carlo Vanzina - serie TV (2005) - Canale 5
- Nati ieri, regia di Carmine Elia (2006) - Canale 5
- Spam, regia di Paolo Angelici (2007) - MTV
- Stasera mi butto, regia di Roberto Cenci (2008) - Rai Uno
- R.I.S. 5 - Delitti imperfetti - serie TV, episodio 5x14 (2009) - Canale 5
- Piloti, regia di Celeste Audisio - serie TV (2009) - Rai Due
- Il sogno del maratoneta, regia di Leone Pompucci (2010) - Rai Uno
- Io e Margherita, regia di Silvia Arzuffi (2011) - TV Studio 1
- Anita, regia di Claudio Bonivento (2011) - Rai Uno
- Walter Chiari - Fino all'ultima risata, regia di Enzo Monteleone - miniserie TV (2012) - Rai Uno

## Teatro
- Satie e il gruppo dei Sei, regia di Giacomo De Sanctis (1980)
- I Litiganti di Racine, regia di Umberto Verdoni (1981)
- Doctor Faust di Marlow, regia di Giancarlo Valenti (1982)
- Allievo di Ryszard Cieslak, l'attore di Grotowski (1984)
- Fantastico in tour, regia di Gino Landi (1987)
- Sconcerto, regia di Pietro Ghislandi e Roberto Frattini (1997)
- La voce interna, regia di Asta Gröting  (1997)
- Prova d'orchestra con la grande orchestra "Donizetti' e la pianista Lylia Zilberstein  (2002)
- L'ultimo burattino regia di Rino Denti con l'Orchestra "Astori" (2003)
- Suonar Canzoni con Gianni Bergamelli e Gianluigi Trovesi (2005)
- Pierino e il lupo di Prokofiev con l'Orchestra Sinfonica di Lecco diretta da Savino Acquaviva (2006)
- Tutti quanti voglion fare il jazz Cantante della Latin Jazz Orchestra "Hermano Pedro" diretta da Maurizio Carugno (2007)
- Masterclass con Gino Vannelli il cantante pop internazionale Gino Vannelli (2007)
- John Coltrane, A Love Supreme Attore nel concerto-spettacolo con il sassofonista Gabriele Comeglio ed il trombettista di fama mondiale Franco Ambrosetti (2009)
- Tre piccole suite a forma di Pierrot  Attore nel concerto-spettacolo con il famoso sassofonista Gianluigi Trovesi, Marco Remondini e Stefano Bertoli (2010)
- Pierino e il lupo Protagonista della favola musicale di Prokofiev con l'"Orchestra Sinfonica di Parma" diretta da Luciano Caggiati (2010)
- Il gatto con gli stivali Protagonista della favola musicale di Charles Perrault con la "Banda S. Cecilia" di Borno (BS) diretta da Tomaso Fenaroli (2012)
- The jazz singer  Protagonista del concerto-spettacolo con la Big Band "CDPM" di Bergamo diretta da Sergio Orlandi (2013)
- Sogno di una notte di mezza estate  Protagonista del concerto-spettacolo con i pianisti Roberto Prosseda ed Alessandra Ammara (2016)
- Typewriter Protagonista del concerto-spettacolo con la Grande Orchestra Fiati "Città di Treviglio" diretta da Paolo Belloli (2016)
- Rita Protagonista, come narratore ironico, del concerto-spettacolo dell'opera lirica "Rita" eseguita dall'orchestra sinfonica "Gaetano Donizetti" diretta da Roberto Frattini (2018)
- Histoire du soldat Protagonista del concerto-spettacolo dell'opera di Stravinskij eseguita dall'orchestra "Musici del Teatro" diretta da Paolo Belloli (2019)
- Le quattro stagioni Protagonista, come narratore ironico, del famoso concerto di Antonio Vivaldi "Le quattro stagioni" eseguito dalla "Milano Chamber Orchestra" diretta da Paolo Belloli (2019)
- Maledetto Gaetano Protagonista del concerto-spettacolo ideato e diretto con Roberto Frattini, in tournée con il coro e l'orchestra del Conservatorio Donizetti di Bergamo (2019)